# Генкина, Ольга Михайловна
О́льга Миха́йловна Ге́нкина (2 [14] октября 1881 — 16 [29] ноября 1905, подпольные клички — Соня, Мария Петровна) — российская революционерка еврейского происхождения, член РСДРП, зверски убита черносотенцами в Иваново-Вознесенске (при попытке провоза партии оружия для революционеров, занимавшихся экспроприацией чужой собственности, в том числе для удовлетворения партийных интересов).
Невеста Ярославского Е. М.

## Биография
О. М. Генкина родилась в Калуге. Отец — Михаил Семёнович, врач, надворный советник, из крещёных евреев; мать — Прасковья Андреевна, из родовитых дворян. Вскоре после её рождения семья переезжает в Москву. В 1892—1900 годах обучалась в гимназии. После её окончания поступила в Женский медицинский институт в Петербурге.
В 1902 году вступила в РСДРП, где занималась технической работой по распространению литературы. Арестована в ночь с 24 на 25 февраля 1904 года по делу Петербургской организации РСДРП. В связи с заключением была исключена из института. После пяти месяцев тюрьмы была освобождена под залог в 1000 рублей. Дело было прекращено 11 августа согласно манифесту.
После освобождения продолжила подпольную работу под именем «Сони». Была организатором Выборгского района Петербургской большевистской организации. 9 января вторично арестована. Освобождена под особым надзором полиции в марте, но опять арестована сразу после выхода в связи с тем, что выкрикнула в адрес проходившего мимо полицейского «Долой самодержавие!». Повторно освобождена только через месяц. В связи с невозможностью продолжать работу в Петербурге уезжает в Москву.
В мае 1905 года под псевдонимом «Мария Петровна» была направлена Московским комитетом партии РСДРП в Нижний Новгород возглавлять рабочие кружки на заводах У. С. Курбатова и товарищества Доброва С. А. и Набгольца Б. И. Занималась подготовкой выступлений 9—10 июля 1905 года. 10 июля, находясь на площади перед народным домом, едва не была схвачена черносотенцами. В том же месяце организовала побег из тюрьмы одного из большевиков. В начале сентября (5 или 7 числа) была выслежена и посажена в тюрьму.
18 октября 1905 года О.М. Генкина, в числе прочих заключённых, была освобождена по Манифесту императора Николая II от 17 октября. Уехав после этого в Москву, она была направлена комитетом в Иваново-Вознесенск с партией оружия. Там на вокзале 16 (под другим данным — 19) ноября 1905 года О. М. Генкина была разоблачена как боевик, задержана жандармами и убита учинившей самосуд толпой рабочих станции. 26 сентября 1906 г. уголовное дело было закрыто в связи с «необнаружением виновных».
Похоронена на Кладбище старых большевиков в Иваново.

## Память
Именем Генкиной названа одна из главных улиц Советского района города Нижний Новгород, а также улица в Октябрьском районе и площадь у старого железнодорожного вокзала города Иваново. На этой площади были установлены два памятника-обелиска — один перед старым вокзалом, на месте убийства революционерки, второй перед новым. Ныне оба памятника утрачены.